# Полоцкая, Витебская и Мстиславская архиепархия
Полоцкая, Витебская и Мстиславская архиепа́рхия — административно-территориальная единица (архиепархия) Русской униатской церкви в Речи Посполитой с 1596 по 1839 год. Охватывала Полоцкое воеводство, Витебское воеводство, Мстиславское воеводство и Инфлянтское воеводство, Курляндское и Семигальское герцогства.  
Епископская кафедра находилась в Соборе Святой Софии в Полоцке или Успенском Соборе в Витебске. Ординарии носили титул архиепископа полоцкого, витебского и мстиславского, временами также оршанского и могилёвского. 

## История
Ранее православная епархия во главе с епископом-суффраганом киевской митрополии в Вильне, в 1596 году Полоцкая епархия вступила в евхаристическое общение с католической церковью как греко-католическая церковь через Брестскую унию. Епархия была в числе первых, вступивших в унию в 1596 году вместе с епархиями Киева, Пинска, Луцка, Владимира и Холма. Благодаря Брестской унии подписанной в Бресте, бывшая православная церковь стала называться Русской униатской церковью . 
К архиепархии Полоцка были позднее присоединены территории епархии Мстиславской (существовавшей с XIII-го века) и епархий Оршанской и Витебской (существовавших с X-го века). 
Из-за своей близости к Вильне епархия играла ключевую роль в церковной жизни, и многие из её архиепископов впоследствии стали митрополитами Киевскими, Галицкими и всея Руси. Среди них Гавриил Коленда, Киприан Жоховский, Лев Слюбич-Заленский и многие другие. 
В 1800-х годах архиепархия была классифицирована католической церковью как юрисдикция Русской униатской церкви. 
Российское императорское правительство упразднило архиепархию 25 марта 1839 года на Полоцком соборе.

## Архиепископы
(Византийский обряд) 

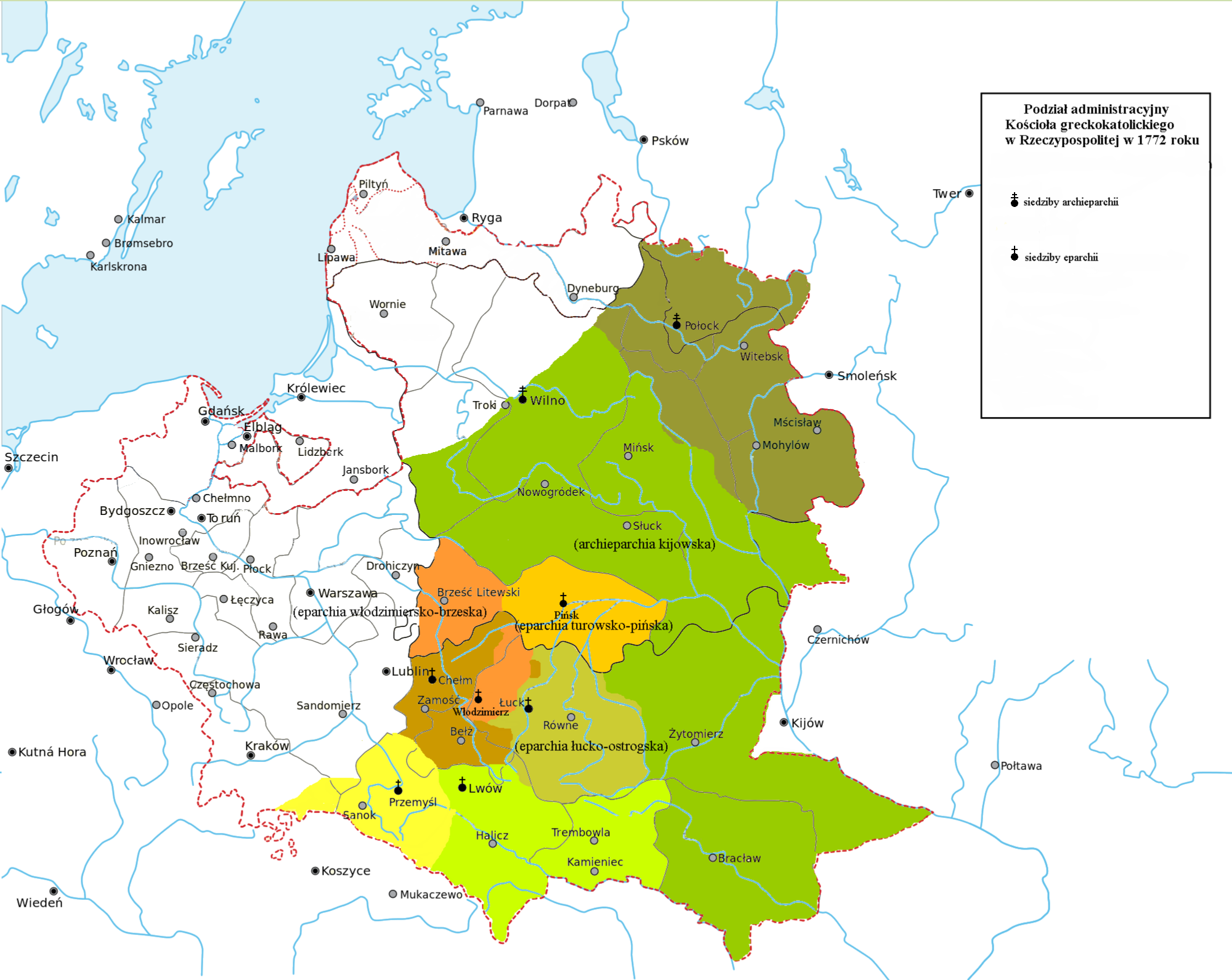
Восточно-католические епархии в составе Речи Посполитой в 1772 году. Самая северная в коричневом цвете, — архиепархия Полоцкая

Греко-католические архиепископы Полоцкие (Витебские):
- Герман Загорский (1596 — 1600/1601)
- Гедеон Бральницкий (26 мая 1601 — 1618)
- Святой Иосафат Кунцевич, орден Святого Василия Великого (род. на территории Украины) (1618 — 12 ноября 1623 года); ранее — основатель Василийского ордена (1607 г.), коадъютор архиепископа Полоцкого (Витебского) (1617 г. — правопреемство 1618 марта)
- Антоний Селява (1624 — 1655)
- Гавриил Коленда (1655 г. — 21 мая 1674 г.), сменивший бывшего коадъютора архиепископа Полоцкого (Витебского) (1655 год)
- Киприан Жоховский (21 мая 1674 — 1693)
- Лев Заленский
- Маркиан Беллозор (1697 — смерть 18 июня 1707 года); ранее коадъютор Турово-Пинской епархии (Беларусь) (? — 1665), сменивший епископа Турово-Пинской епархии (1665 — 1697)
- Сильвестр Пешкевич (9 ноября 1710 — смерть 8 сентября 1714)
- Флориан Гребницкий (1715 — 18 июля 1762)
- Ясон Смогожевский (18 июля 1762 г. — 25 июня 1781 г.), сменивший в должности бывшего заместителя архиепископа Полоцкого и Витебского (? — 18 июля 1762); позднее Митрополит Киевский и всея Руси (25 июня 1781 — 1788)
- Ираклий Лисовский (1783 — 30 августа 1809 года)
- Леон Духновский (1794 — 1797)
- Рыгор Коханович (1797 — 1809)
- Ян Крассовский (22 сентября 1809 — 1826); Следующий переданный архиепископ Луцкий и Острожский (Украина) (1826 — 23 августа 1827)
- Якуб Мартусевич (1826 г. — 26 января 1833 г.), ранее епископ Луцкий и Острожский (Украина) (1817 — 1826)

После смерти Якуба Мартусевича в 1833 году Полоцкая униатская архиепископия была упразднена, а её территория присоединена к Белорусской униатской архиепископии с кафедрой в Полоцке. Белорусскими униатскими архиепископами были:
- Иосафат Булгак (14 апреля 1833 года — смерть 9 марта 1838 года); ранее епископ Турово-Пинской епархии (Беларусь) (24 апреля 1787 — 12 октября 1798), епископ Владимирский и Брестский (Украина) (12 октября 1798 — 22 сентября 1818), Апостольский администратор Виленский Апостольский администратор литвинов (Литва) (1814 — 1818), Апостольский администратор Киевский и Галицкий (27 января 1817 — 22 сентября 1818), епископ Виленский (Литва) (1818 — 14 апреля 1833), Митрополит Киевский, Галицкий и всея Руси (22 сентября 1818 - 9 марта 1838), епископ Жировичский (Литва) (1828 — 14 апреля 1833).
- Василий Лужинский (1838 — 6 марта 1839 года, после православный епископ)